# Тикси (обсерватория)

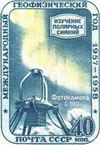
Марка с изображением обсерватории

Полярная геокосмофизическая обсерватория «Тикси» была образована в 1957 году на базе станции Арктического и Антарктического института. В данный момент является структурным подразделением Института космофизических исследований и аэрономии им. Ю. Г. Шафера СО РАН.

## Задачи станции
Предназначена для проведения непрерывных геофизических измерений:
- вариаций геомагнитного поля
- аврорального поглощения радиоволн
- характеристик ионосферы
- ОНЧ — измерений
- оптического свечения ночного неба и полярных сияний
- интенсивности космических лучей

## Аппаратура станции
Аппаратурное оснащение включает:
- цифровые кварцевые и феррозондовые магнитометры
- телевизионная камера всего неба
- ионозонды
- риометр
- цифровой ОНЧ-регистратор
- нейтронный монитор